# Сунженское сельское поселение (Северная Осетия)
Сунженское се́льское поселе́ние — муниципальное образование в Пригородном районе Северной Осетии Российской Федерации.
Административный центр — село Сунжа.

## История
Статус и границы сельского поселения установлены Законом Республики Северная Осетия-Алания от 5 марта 2005 года № 18-рз «Об установлении границ муниципального образования Пригородный район, наделении его статусом муниципального района, образовании в его составе муниципальных образований - сельских поселений и установлении их границ»

## Население
| 2002    | 2010    | 2011    | 2012    | 2013    | 2014    | 2015    |
| ------- | ------- | ------- | ------- | ------- | ------- | ------- |
| 11 346  | ↗11 715 | ↘11 681 | ↗11 706 | ↗11 807 | ↗11 875 | ↗11 909 |
| 2016    | 2017    | 2018    | 2019    | 2020    | 2021    | 2023    |
| ↗11 955 | ↗12 030 | ↗12 065 | ↗12 082 | ↗12 114 | ↘11 086 | ↘11 068 |
| 2024    | 2025    |         |         |         |         |         |
| ↘11 035 | ↗11 056 |         |         |         |         |         |

## Состав сельского поселения
| № | Населённый пункт | Тип населённого пункта       | Население |
| - | ---------------- | ---------------------------- | --------- |
| 1 | Сунжа            | село, административный центр | ↗11 056   |